# انجمن بیوفیزیک
انجمن بیوفیزیک محفلی علمی و بین‌المللی است که با هدف تشویق انتشار و پیشرفت علمی بیوفیزیک ایجاد شد. از سال ۱۹۵۸ تاکنون بیش از ۹۰۰۰ نفر از دانشگاهها، دولتها و صنایع عضو این انجمن شده‌اند.
اگرچه این انجمن در ایالات متحده آمریکا است، اما حدود یک سوم اعضای آن اهل خارج از آمریکا هستند و این انجمن به معنای واقعی کلمه، بین‌المللی می‌باشد.